# Anisophylleaceae
Anisophylleaceae es una familia pequeña con cuatro géneros del orden Cucurbitales.
Es una familia tropical de arbustos medianos a grandes árboles, creciendo en bosques tropicales y pantanosos de América, África y Asia.
Las hojas son palmadas veteadas, textura algo coriácea, márgenes enteros, alternas y a menudo asimétricas por la base.
Las flores son pequeñas, regulares y se agrupan en racimos axilares.
La hipótesis filogenética más moderna del orden Cucurbitales y su clasificación en familias y géneros puede ser encontrada en Schaefer y Renner (2011).
Las familias más pequeñas de Cucurbitales como esta están descriptas en Kubitzki (2011) y además, en lo que concierne a sus caracteres florales y vegetativos, en Matthews y Endress (2004) y en Zhang et al. (2006, 2007), y estos trabajos también son una puerta de entrada hacia la vasta literatura morfológica de esas familias.

## Clasificación
La clasificación actual suele estar basada en el APG.
Géneros:
- Anisophyllea
- Combretocarpus
- Poga
- Polygonanthus